# 山内豊範
山内 豊範（やまうち とよのり）は、江戸時代末期の大名、明治前期の日本の華族、実業家。位階爵位は正二位侯爵。
土佐藩第16代（最後）藩主で、同藩初代（最後）藩知事。三条実美の従弟にあたる。

## 経歴
第12代藩主・山内豊資の十一男として生まれる。嘉永元年（1848年）に兄の豊熈（第13代藩主）、豊惇（第14代藩主）が相次いで死去したため後継者と目されたが、わずか3歳だったため、家督は分家出身の豊信（容堂）が継承することとなった。安政6年（1859年）2月26日、豊信が安政の大獄で隠居処分となったため、家督を継承した。
しかし文久2年（1862年）に豊信の隠居が解かれると、実権は豊信に握られることとなり、豊範の主体性は薄かった。同年、朝廷から京都警護の内勅を受ける。明治2年（1869年）には薩摩藩、長州藩などと共に連名で版籍奉還を行なった。土佐藩が明治政府の下で高知藩になると、藩知事に就任する。「人民平均の理」という政策を立ち上げ、身分制度の廃止、四民平等を強く打ち出した。また、義父・上杉斉憲の米沢藩が戊辰戦争によって官軍の追討を受けると、その赦免に奔走した。
明治4年（1871年）の廃藩置県後は、新政府から東京への移住を命じられる。同年9月15日午後1時に現在の高知市鷹匠町にあった散田屋敷を出て、川船で浦戸港に向かい、夕方6時に蒸気船で高知を出発。翌16日に大阪府川口 (大阪市)に到着し、夕顔船への乗り換えと荷物の積みこみで19日まで滞在。滞在中は道頓堀で芝居見物を楽しむなど、余暇を過ごした。19日午後2時に川口を出帆し、午後3時に神戸に着船、食料積み込みの間に外国人居留地を見物。夕方6時に再出帆し、静岡と伊豆の下田を経て、21日夕方6時過ぎに東京の品川に着船する。22日の午後2時25分に日本橋の箱崎邸へ着き、山内容堂らと再会を果たした。
私塾である「海南学校」を東京と高知に創設したり、鉄道事業や銀行事業などの成立に寄与している。明治19年（1886年）7月13日、41歳で死去した。跡を長男の豊景が継いだ。

## 栄典
- 1884年（明治17年）7月7日 - 侯爵[5]
- 1886年（明治19年）7月11日 - 従二位[6]
- 1886年（明治19年）7月12日 - 勲二等旭日重光章[7]

## 系譜
- 父：山内豊資（1794年 - 1872年）
- 母：不詳
- 養父：山内豊信（1827年 - 1872年）
- 正室：毛利信順（毛利斉熙三男）の娘
- 継室：上杉斉憲の娘
- 室：喜以
  - 四男：山内豊中（1885年 - 1952年）
- 生母不明の子女
  - 長男：山内豊景（1875年 - 1957年）
  - 次男：山内豊静（1883年 - 1937年）
  - 女子：寿子
  - 女子：大関増輝正室

## 豊範の主要家臣
元治元年（1864年）の武鑑掲載の主要家臣は以下のとおり。
家老
深尾内記、山内主馬、山内下総（酒井勝作）、深尾蕃顕（弘人）、五藤内蔵助、桐間蔵人、福岡宮内、山内昇之助、柴田備後、深尾丹波、山内藤馬
中老
山内右近、山内掃部、山内八郎、松下一学、寺村主水、安田斎、渡辺玄蕃、西野丹下、村田仁右衛門、孕石主税
仕置役
吉田元吉、朝比奈泰平、真辺正心（榮三郎）
用人
寺村左膳、由比猪内、渡辺弥久馬（定府）、坂井与次右衛門、仙石寅治、葛目楠吉、下田七郎、神山左多衛、間左平
城使
宮井駿蔵（定府）、若尾直馬（定府）

## 主治医
- 萩原三圭

## 登場作品
- 龍馬伝 - 2010年NHK大河ドラマ、演：染谷将太